# 게이트시티 오사키

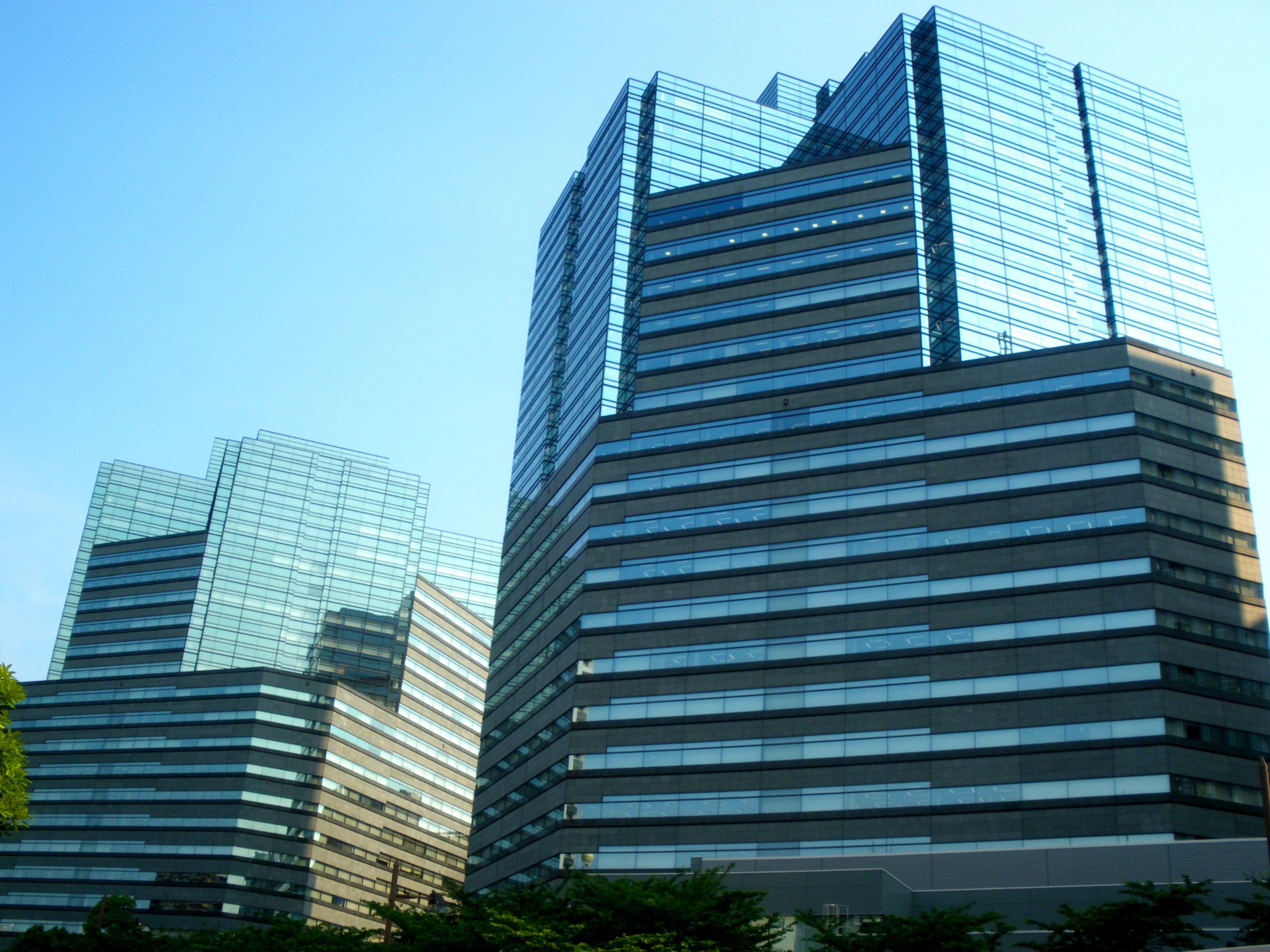

게이트시티 오사키(ゲートシティ大崎)는 일본 도쿄도 시나가와구 오사키 1초메의 오사키역 부근에 있는 빌딩이다.

## 개요
1984년에 설립된 오사키역 동쪽 출구 제2지구 시가지 재개발조합이 설립됐다. 거품 경제 붕괴로 여러 차례 계획을 수정한 끝에 15년만인 1999년 2월 10일에 개장했다. 초고층 오피스 빌딩과 상업시설로 이뤄져 있다. 높이는 서쪽 빌딩이 108.8m, 동쪽 빌딩이 98m이다. 관리와 운영은 미쓰이부동산이 맡고 있다. 오사키역과 보행 통로로 연결돼있다.